# Жюль Онана
Жюль Онана (фр. Jules Onana, нар. 12 червня 1967, Яунде, Камерун) — камерунський футболіст, що грав на позиції захисника. Виступав, зокрема, за клуб «Канон Яунде», а також національну збірну Камеруну.

## Клубна кар'єра
Футболом почав займатися в дитячому клубі «Makak», а потім приєднався до молодіжної команди «Тоннер» (Яунде). Потім виступав за «Солей» (Яунде), «Драгон» (Яунде) та «Сантос» (Яунде). Саме в останньому з вище вказаних клубів його помітили скаути «Канон Яунде», до якого він приєднався 1988 року. У команді провів шість сезонів, за цей час ставав чемпіоном Камеруну 1992 року та володарем національного кубку 1993 року. Наприкінці цього сезону він приєднався до Ейгла де Нконгсамба, з яким виграв титул чемпіона Камеруну. Наприкінці 1993 року перебрався до «Оглі» (Нконгсамба), з яким наступного сезону виграв чемпіонат Камеруну.
З 1995 по 1996 рік виступав за аматорський французький клуб «Бланьяк» з Тулузи. Протягом 1999—2000 років захищав кольори клубу «Персма Манадо». У 2002 році виступав за інший індонезійський клуб, «Пеліта Джая» Футбольну кар'єру завершив у складі сінгапурського клубу «Майті Вондерерз», кольори якого Жюль захищав у сезоні 2005/06 років.

## Виступи за збірну
1988 року дебютував в офіційних матчах у складі національної збірної Камеруну.
У складі збірної був учасником чемпіонату світу 1990 року в Італії (зіграв у 3-ох з 5-ти матчів камерунців на турнірі), Кубка африканських націй 1990 року в Алжирі, Кубка африканських націй 1992 року у Сенегалі.
Загалом протягом кар'єри у національній команді, яка тривала 7 років, провів у її формі 42 матчі.

## По завершенні кар'єри
По завершенні кар'єри працював футбольним агентом в Камеруні та азійських країнах. Станом на 2016 рік займав посаду спортивного директора клубу «Канон» (Яунде).

## Особисте життя
Брат, Елі Онана, колишній камерунський футболіст, захисник та півзахисник. Представляв свою батьківщину на чемпіонаті світу 1982 року в Іспанії.